# Буссе, Николай Васильевич
Никола́й Васи́льевич (Вильге́льмович) Бу́ссе (1828 — 28 августа (9 сентября) 1866) — русский военный и государственный деятель, генерал-майор (1859), первый начальник Сахалина (1853—1854), первый военный губернатор Амурской области (1858—1866). Кавалер орденов: Св. Владимира 3-й и 4-й ст.; Св. Анны 1-й и 2-й ст. с короной; Св. Станислава 1-й и 2-й степеней.

## Биография

### 1828—1853
Родился в 1828 году в Санкт-Петербургской губернии, в дворянской семье лютеранского вероисповедания. Окончив Пажеский корпус, поступил на военную службу в Семёновский полк и 10 августа 1845 года был произведён в прапорщики лейб-гвардии. К 25 годам дослужился до штабс-капитана. В 1853 году по совету и при протекции своего сослуживца по полку и друга Михаила Корсакова, который к этому времени состоял чиновником особых поручений при генерал-губернаторе Восточной Сибири Николае Муравьёве-Амурском, Буссе переводится в Иркутск офицером для особых поручений при генерал-губернаторе, где произведён в майоры.
Руководитель Амурской экспедиции Геннадий Невельской, принявший к тому времени руководство и Сахалинской экспедицией, поручил ему отбыть на Камчатку для подготовки десанта. В Петропавловск Буссе смог прибыть только 9 августа 1853 года, когда приготовления здесь в основном уже были закончены (под руководством лейтенанта 46-го флотского экипажа Николая Рудановского, вызвавшегося добровольно служить в экспедиции на остров). Приняв и одобрив состав укомплектованной команды, он занялся снабжением всем необходимым для зимовки.
11 августа участники экспедиции на транспорте «Николай» вышли из Авачинской бухты, а через две недели прибыли в Петровское зимовье, где их уже ожидал Невельской. В тот день Буссе сделал первую запись в своём сахалинском дневнике («25-го августа 1853 года. — Корабль „Николай“ бросил якорь на рейде Петровского зимовья»), который он вёл регулярно до 19 мая 1854 года. Этот дневник издан посмертно и служит ценнейшим документом по истории создания и жизни Муравьёвского поста (сейчас город Корсаков) — первого русского поселения на Сахалине, с которого началось освоение острова.
Прибыв в Петровское, Буссе доложил о выполненном задании и уже настраивался на возвращение в Иркутск, но Невельской, видя крайнюю нехватку людей и в особенности офицеров (с десантом прибыл только лейтенант Рудановский), предложил Буссе возглавить сахалинский отряд.

### 1853—1854 Сахалинская экспедиция
7 сентября 1853 года транспорт «Император Николай I» с Невельским, Буссе и другими первопроходцами на борту направился на Сахалин. Плавание проходило успешно и 17 сентября корабль вошёл в залив Анива. Прокладывая курс по карте И. Ф. Крузенштерна, он направился к айнскому селению Томари-Анива в бухте Лососей и 19 сентября в 8 часов вечера встал на якорь примерно в трёх милях от посёлка.
Для охраны имущества на зиму японцы оставили сторожей (38 человек) и Невельской решил основать пост в главном селении Южного Сахалина, чтобы не было никаких сомнений, «что Россия всегда признавала территорию острова Сахалина своею». Буссе был противником выбранного места для русского поста, полагая, что нужно строить пост немного в стороне — так, чтобы он не соприкасался непосредственно с японцами и не осложнял с ними отношений. Эту мысль он много раз повторял в своём дневнике.
Утром 21 сентября началась высадка десанта. Транспорт «Император Николай I» подошёл ещё ближе к берегу. На воду спустили баркас и 25 человек во главе с Николаем Рудановским, вслед за шестивёсельной шлюпкой, в которой находились Невельской и Буссе, подошли к берегу. Айны, встречавшие десант, начали помогать выгрузке. На берегу установили два орудия и флагшток. Команда выстроилась в две шеренги. В торжественной обстановке, после исполнения гимна, под орудийный и оружейный залп на корабле и крики «ура» Г. И. Невельской и Н. В. Буссе подняли русский Андреевский флаг. Пост был назван Муравьёвским в честь генерал-губернатора Восточной Сибири Н. Н. Муравьёва.
На следующий день с рассветом началась выгрузка основного имущества экспедиции и при помощи айнов уже к вечеру 24 сентября почти всё было свезено на берег. Перед отплытием 26 сентября Невельской ещё раз проинструктировал Буссе по деятельности поста, после чего «Император Николай I» снялся с якоря и, обменявшись с постом салютами, направился в Императорскую гавань.
На следующий день началось строительство, которым руководил Буссе. К 5 декабря были закончены жилые помещения, но полностью строительство по его планам продолжалось до апреля. Невельской полагал, что нужно построить только казарму, флигель и баню, не возводя укреплений, так как миролюбие айнов и дружелюбная политика по отношению к японцам не давали оснований ожидать нападения. Но Буссе всё же решил укрепить пост понадёжнее. В декабре Буссе и Рудановский побывали на медвежьем празднике в селении Сусуя. Когда в марте у айнов в некоторых селениях начался голод, Буссе передал им, что все нуждающиеся могут приехать в Муравьёвский пост и получить безвозмездно крупу и горох.
10 декабря 1853 года Буссе присвоен чин подполковника (сам узнаёт об этом только в конце апреля 1854 из письма М. С. Корсакова).
В начале апреля 1854 года на юг Сахалина начали прибывать японские рыбаки. 13 апреля появилось четыре судна. Вместе с рыбаками на них прибыли и офицеры с солдатами. Намерения японцев были неясны, и чтобы сразу определить отношения, Буссе в беседе с японскими старшинами заявил, что он не допустит прибытия более 20 офицеров и некоторого числа солдат в качестве офицерской прислуги.
После прихода японских судов были приняты меры по защите поста. Из второй казармы люди перешли ночевать за ограду, орудия были заряжены картечью. Часовые были поставлены на башнях и при орудиях. Ночью ограда освещалась фонарями.
Весной международное положение из-за объявления 15 (27) марта 1854 года Великобританией и Францией войны России сильно осложнилось. Тихоокеанские воды крейсировала объединённая англо-французская эскадра. Запланированная для переговоров в Томари-Анива встреча русского вице-адмирала Путятина с японскими представителями не могла состояться. 25 мая Путятин послал в Муравьёвский пост транспорт «Князь Меншиков» с письмом Николаю Буссе, в котором он предложил русское укрепление на время упразднить и перевести в Императорскую гавань, при этом предоставляя действовать по собственному усмотрению. Буссе созвал совет из командиров и офицеров кораблей, оказавшихся одновременно в посту Муравьёвском. Было принято решение снять пост, что и было сделано 30 мая 1854 года. Команда была погружена на транспорт «Двина» под командованием лейтенанта А. А. Васильева, а всё имущество — на другие корабли.

### После Сахалина
После возвращения с Сахалина Буссе занимался подготовкой так называемых «амурских сплавов», когда караваны барж в сопровождении небольших пароходов отправлялись вниз по Амуру для обеспечения русских поселений всем необходимым и передислокации войск. 26 августа 1856 года Буссе был произведён в полковники, а затем назначен начальником штаба при генерал-губернаторе Восточной Сибири по морскому и сухопутному ведомствам. Указывается, что Буссе, отвечавший за снабжение войск продовольствием, проявил халатность, из-за чего, в частности, произошла трагедия отряда Облеухова.
6 декабря 1858 года получил чин генерал-майора и в начале 1859 назначается военным губернатором Амурской области (образована незадолго до этого). Его деятельность на посту губернатора оценивается положительно. Он много энергии уделял распространению в новом крае земледелия и огородничества. Постоянным предметом внимания было у него и развитие торговли. За пять лет его управления было учреждено 30 казачьих школ, в которых ежегодно обучалось 500—600 детей. В это время были открыты хлебные запасные магазины, устроены лазареты, детский приют, библиотека. Труды Н. В. Буссе были высоко оценены, он стал кавалером многих орденов.
В конце августа 1866 года при возвращении из Благовещенска в Иркутск с Николаем Буссе случился апоплексический удар, и 28 августа на станции Домно-Ключевская он умер.

## Награды
- Орден Святого Владимира 4 степени (1854)
- Орден Святого Станислава 2 степени (1856)
- Орден Святой Анны 2 степени с императорской короной (1857)
- Пожизненная пенсия по 1500 рублей серебром в год (1858)[3]
- Орден Святого Владимира 3 степени (1861)
- Орден Святого Станислава 1 степени (1863)[8]
- Орден Святой Анны 1 степени

## Память
Имя Николая Буссе увековечено в нескольких географических названиях:
- озеро-лагуна Буссе в Корсаковском районе Сахалинской области (озеро открыто в 1853 году приказчиком Д. И. Самариным, им же названо по фамилии первого начальника Муравьёвского поста майора Н. В. Буссе)[9];
- гора Буссе в Александровск-Сахалинском районе Сахалинской области;
- маяк в Хасанском районе Приморского края;
- село Буссе Свободненского района Амурской области;
- приграничный казачий посёлок, ныне погранзастава и село Буссе Приморского края.

Также в его честь названа улица в городе Корсаков.

## Наследие
В 1871 году наследники Н. В. Буссе начали публикацию его записок о Сахалинской экспедиции в журнале «Вестник Европы». В трёх номерах они вышли под названием «Остров Сахалин и экспедиция 1853 года» (начальная публикация в октябрьском номере «Вестника Европы» была озаглавлена «Остров Сахалин и экспедиция 1852 года»), в четвёртом — «Русские и японцы на Сахалине. Дневник: 10-е февраля — 11-е мая 1854 г.».
В результате публикации дневника некоторые, не всегда лицеприятные замечания о Невельском и некоторых участниках сахалинской экспедиции (в частности о Рудановском) стали достоянием общественности и вызвали резкую реакцию Невельского и других. Это привело к негативной оценке деятельности Буссе на Сахалине, к обвинениям в неоправданном снятии Муравьёвского поста. Отрицательное отношение нашло отражение и в книге «Остров Сахалин» А. П. Чехова. К этому прибавились и обвинения в трагическом завершении «третьего амурского сплава», возглавляемого Буссе, когда на обратном пути из устья Амура в Забайкалье в 1856 году погибло от голода, холода и болезней 90 (по официальным данным) или более 200 (по свидетельству современников) человек.
Все эти обвинения посыпались уже после смерти Буссе и после публикации его дневника. Попытка Фёдора Буссе в ответном письме Невельскому и Рудановскому (опубликовано как приложение в отдельном издании дневника «Остров Сахалин и экспедиция 1853—54 гг. Дневник 25 августа 1853 г. — 19 мая 1854 г.», выпущенном в 1872 году в Петербурге) защитить своего двоюродного брата, указав на несправедливость многих суждений, не нашла поддержки. Крайне негативная оценка деятельности Буссе отражена в «Русском биографическом справочнике» 1908 года, а в советское время его имя было почти забыто.
Вплоть до 2007 года дневник Н. В. Буссе в России и СССР не переиздавался и стал библиографической редкостью. В 2003 году он был выпущен в японском переводе издательством «Хэйбонся» (яп. 平凡社) в Токио (ISBN 978-4-582-80715-8), а в 2007 году состоялось переиздание по тексту книги 1872 года в Сахалинском областном издательстве в Южно-Сахалинске.